# Аксіома Дедекінда
Аксіома Дедекінда (аксіома неперервності дійсних чисел): Для кожного перерізу A|B множини дійсних чисел існує число c що робить цей переріз, c = A|B. Це число згідно з вище сказаним є або найбільшим в нижньому класі (тоді у верхньому немає найменшого) або найменшим у верхньому класі (тоді у нижньому немає найбільшого).
Таким чином, згідно з цією властивістю, при розбитті множини дійсних чисел перерізом на верхній і нижній класи, не може статись такого щоб одночасно існувало найбільше число нижнього класу і найменше число верхнього або щоб у нижньому класі не було найбільшого числа і одночасно у верхньому класі — найменшого. Образно кажучи в множинній дійсних чисел немає ні скачків, ні пробілів, — немає пустот.
Аксіома Дедекінда пов'язана з найпростішим питанням застосуванням математики на практиці — вимірюванням величин. Якщо в результаті експериментального вимірювання величини отримують ряд значень, що дає значення величин із недостатком (величини з нижнього класу невідого перерізу) чи з надлишком(величини з верхнього класу), то ця аксіома дає впевненість що вимірювана величина має точне значення, яке розташоване між її наближеними значеннями виміряними з надлишком і недостатком.